# Línea 138 (EMT Madrid)
La línea 138 de la EMT de Madrid une la Plaza de Cristo Rey con la Colonia San Ignacio de Loyola, atravesando el eje Valmojado-Sepúlveda-Caramuel y el intercambiador de Aluche.

## Características
Originalmente la línea tenía el recorrido Plaza de España - Aluche. El 12 de noviembre de 2017 fue ampliada desde Plaza de España hasta el Hospital Clínico San Carlos (Cristo Rey), y el 23 de septiembre de 2019 se prolongó por el lado sur hasta la Colonia San Ignacio de Loyola, absorbiendo la línea 117.

### Frecuencias
| Lunes a viernes laborables |               |
| De 6ː00 a 8ː00             | 7-15 minutos  |
| de 8:00 a 20:00            | 7-10 minutos  |
| De 20ː00 a 23ː00           | 8-15 minutos  |
| Sábados laborables         |               |
| De 6:00 a 8:00             | 17-25 minutos |
| De 8:00 a 23:00            | 12-18 minutos |
| Domingos y festivos        |               |
| De 7:00 a 10:00            | 15-24 minutos |
| De 10:00 a 21:00           | 15-17 minutos |
| De 21:00 a 23:00           | 16-23 minutos |

## Recorrido y paradas

### Sentido San Ignacio
La línea empieza en la calle Isaac Peral, que recorre haciendo otra parada hasta llegar a la calle Arcipreste de Hita. Desde ahí, gira a la derecha a la calle Meléndez Valdés, por la que circula brevemente para incorporarse a la calle Princesa hasta llegar a la Plaza de España. Ahí gira a la derecha, donde toma la Cuesta de San Vicente, que recorre entera hasta llegar a la estación de Príncipe Pío. Ahí gira a la izquierda por la Glorieta de San Vicente y de nuevo a la derecha para incorporarse al Paseo Virgen del Puerto, que recorre hasta el giro por el que atraviesa el Puente de Segovia. Después, gira a la izquierda para llegar a la Calle Saavedra Fajardo, que después abandona girando a la derecha para recorrer Doña Berenguela. A continuación, se incorpora a la Calle de Caramuel, que recorre hasta llegar al Paseo de los Olivos, girando a la derecha y de nuevo a la izquierda para meterse en María del Carmen, por la que llega a la Calle Sepúlveda. Recorre esta en su totalidad hasta que la calle se convierte en Valmojado, que recorre entera hasta llegar al Intercambiador de Aluche, donde tiene otra parada antes de tomar la Avenida de las Águilas y posteriormente la calle Rafael Finat. Recorre esta calle hasta su intersección con la Avenida de la Aviación, donde gira a la derecha y establece su cabecera.
| Código | Parada                                           | Común con                   | Conexiones con Metro y Cercanías | Otros |
| ------ | ------------------------------------------------ | --------------------------- | -------------------------------- | ----- |
| 4608   | CRISTO REY (C/ Isaac Peral-Joaquín María López)  | 62                          | Islas Filipinas                  |       |
| 4022   | Junta Municipal Moncloa                          | 1 44 62 82 132 C2           |                                  |       |
| 3687   | Moncloa                                          | 1 44 62 C2                  | Moncloa                          |       |
| 737    | Altamirano                                       | 1 44 133 C2 001             |                                  |       |
| 735    | Argüelles                                        | 1 44 133 C2 001             | Argüelles                        |       |
| 193    | Princesa-Rey Francisco                           | 1 2 44 133 C2 001           |                                  |       |
| 173    | Ventura Rodríguez                                | 1 2 44 74 133 C2 001        | Ventura Rodríguez                |       |
| 741    | Plaza de España (C/ Princesa, 1)                 | 1 2 44 74 133 C2 001        | Plaza de España                  |       |
| 854    | Plaza de España (Nº 4)                           | 3 25 39 46 74 75 148 158 C2 | Plaza de España                  |       |
| 599    | Jardines de Sabatini                             | 25 39 46 62 75 158 C2       |                                  |       |
| 601    | Cuesta de San Vicente                            | 25 39 46 62 75 158 C2       |                                  |       |
| 603    | Príncipe Pío                                     | 25 39 46 62 75 158 C2       | Príncipe Pío                     |       |
| 4070   | Glorieta de San Vicente                          | 25 39 62 158 C2             | Príncipe Pío                     |       |
| 606    | Ermita Virgen del Puerto                         | 25 33 39 41 62 C2           |                                  |       |
| 608    | Puente de Segovia                                | 25 33 39 158                |                                  |       |
| 1452   | Saavedra Fajardo                                 |                             |                                  |       |
| 1453   | Mercado Tirso de Molina                          |                             | Puerta del Ángel                 |       |
| 1454   | Caramuel-Antillón                                |                             |                                  |       |
| 1457   | Caramuel-Doña Mencía                             |                             |                                  |       |
| 4633   | Caramuel-Sepúlveda (Pº Olivos)                   |                             |                                  |       |
| 1459   | Sepúlveda-María del Carmen (C/ Mª Carmen, 68)    |                             |                                  |       |
| 1461   | Sepúlveda-Cocheras Metro                         |                             |                                  |       |
| 1463   | Sepúlveda-Apóstoles                              |                             |                                  |       |
| 1465   | Sepúlveda-Huerta Castañeda                       |                             |                                  |       |
| 1467   | Lucero (C/ Sepúlveda, 172)                       |                             | Lucero                           |       |
| 1469   | Sepúlveda-Cebreros                               |                             |                                  |       |
| 1471   | Sepúlveda-Castroserna                            | 36                          |                                  |       |
| 1472   | Sepúlveda-CIFSE                                  | 36                          |                                  |       |
| 1474   | Sepúlveda-Concejal Francisco Jiménez             | 36                          |                                  |       |
| 1476   | Valmojado-Seseña                                 |                             |                                  |       |
| 1478   | Valmojado-Camarena                               |                             |                                  |       |
| 1480   | Valmojado-Illescas                               | 121                         |                                  |       |
| 1482   | Valmojado-Parque Aluche                          | 121                         |                                  |       |
| 1484   | Valmojado-Maqueda                                | 121                         |                                  |       |
| 575    | Intercambiador de Aluche                         | 17                          | Aluche                           |       |
| 4505   | Junta Municipal Latina                           | 17 139 155                  |                                  |       |
| 578    | Rafael Finat-Avenida de las Águilas              | 17 483 487                  |                                  |       |
| 580    | Rafael Finat-Valle Inclán                        | 17 483 487                  |                                  |       |
| 582    | Rafael Finat-José de Cadalso                     | 17                          |                                  |       |
| 3149   | Rafael Finat-Blas Cabrera                        |                             |                                  |       |
| 653    | Rafael Finat-Osa de la Vega                      | 139                         |                                  |       |
| 651    | Avenida de la Aviación-Valle Inclán              | 139                         |                                  |       |
| 5481   | SAN IGNACIO (Av. Aviación-Navalmoral de la Mata) |                             |                                  |       |

### Sentido Cristo Rey
El recorrido de vuelta es igual al de ida, con algunas excepciones:
- En la colonia San Ignacio de Loyola el recorrido es distinto, continuando por la avenida de la Aviación y tomando las calles de Mirabel y Oliva de Plasencia hasta llegar a la calle Rafael Finat.
- A la llegada a la calle de Caramuel, no toma la calle María del Carmen, sino que recorre la Avenida de los Caprichos.
- Cuando va a llegar al Puente de Segovia, toma el Paseo de Extremaura, en vez de las calle Saavedra Fajardo y Doña Berenguela.
- En la zona de Moncloa sigue por la calle Princesa y gira a la derecha en la calle Fernández de los Ríos hasta volver a la calle de Isaac Peral, en lugar de usar las calles de Meléndez Valdés, Arcipreste de Hita e Isaac Peral.

| Código | Parada                                           | Común con             | Conexiones con Metro y Cercanías | Otros |
| ------ | ------------------------------------------------ | --------------------- | -------------------------------- | ----- |
| 5481   | SAN IGNACIO (Av. Aviación-Navalmoral de la Mata) |                       |                                  |       |
| 5159   | Avenida de la Aviación-Mirabel                   | 39 139                |                                  |       |
| 3150   | Cuacos de Yuste (C/ Mirabel frente al nº 11)     |                       |                                  |       |
| 374    | Oliva de Plasencia                               | 34 39                 |                                  |       |
| 585    | Blas Cabrera-Oliva de Plasencia                  | 17 34 139             |                                  |       |
| 366    | Blas Cabrera-Rafael Finat                        | 17 34 39 139          |                                  |       |
| 583    | Rafael Finat-José de Cadalso                     | 17                    |                                  |       |
| 581    | Rafael Finat-Valle Inclán                        | 17 483 487            |                                  |       |
| 579    | Rafael Finat-Avenida de las Águilas              | 17 483 487            |                                  |       |
| 5065   | Intercambiador de Aluche                         |                       | Aluche                           |       |
| 3734   | Valmojado-Maqueda                                |                       |                                  |       |
| 1483   | Valmojado-Parque Aluche                          |                       |                                  |       |
| 1481   | Valmojado-Illescas                               |                       |                                  |       |
| 1479   | Valmojado-Camarena                               | 65                    |                                  |       |
| 1477   | Valmojado-Seseña                                 | 65                    |                                  |       |
| 1475   | Sepúlveda-Concejal Francisco Jiménez             | 36 SE3                |                                  |       |
| 1473   | Sepúlveda-CIFSE                                  | 36 SE3                |                                  |       |
| 1470   | Sepúlveda-Cebreros                               |                       |                                  |       |
| 1468   | Lucero (C/ Sepúlveda, 101)                       |                       | Lucero                           |       |
| 1466   | Sepúlveda-Huerta Castañeda                       |                       |                                  |       |
| 1464   | Sepúlveda-Apóstoles                              |                       |                                  |       |
| 1462   | Sepúlveda-Cocheras Metro                         |                       |                                  |       |
| 1460   | Sepúlveda-María del Carmen (C/ Mª Carmen, 68)    |                       |                                  |       |
| 4634   | Caramuel-Sepúlveda                               |                       |                                  |       |
| 1458   | Caramuel-Doña Mencía                             |                       |                                  |       |
| 1455   | Caramuel-Antillón                                |                       |                                  |       |
| 1456   | Metro Puerta del Ángel (C/ Caramuel, 5)          |                       | Puerta del Ángel                 |       |
| 872    | Puente de Segovia-Paseo de Extremadura           | 31 33 36 39 65 158    |                                  |       |
| 609    | Puente de Segovia (Pº Virgen del Puerto)         | 25 33 39 41 62 158 C1 |                                  |       |
| 1562   | Príncipe Pío-Campo del Moro                      | 62 C1                 | Príncipe Pío                     |       |
| 5246   | Cuesta de San Vicente                            | 25 39 46 62 75 158 C1 |                                  |       |
| 742    | Jardines de Sabatini                             | 25 39 46 62 75 158 C1 |                                  |       |
| 1750   | Plaza de España                                  | 1 2 44 133 C1 001     | Plaza de España                  |       |
| 172    | Ventura Rodríguez                                | 1 2 44 133 C1 001     | Ventura Rodríguez                |       |
| 734    | Princesa-Rey Francisco                           | 1 44 C1 133 001       |                                  |       |
| 736    | Argüelles                                        | 1 44 C1 133 001       | Argüelles                        |       |
| 738    | Altamirano                                       | 1 44 C1 133 001       |                                  |       |
| 4816   | Moncloa                                          | 1 44 C1 001           | Moncloa                          |       |
| 4021   | Junta Municipal Moncloa                          | 1 44 62 82 132 C1     |                                  |       |
| 743    | Cristo Rey (C/ Isaac Peral, 42)                  | 1 44 62 82 132 C1     | Islas Filipinas                  |       |